# Guillaume Tollet
Guillaume Tollet, ou Thollet, né à Moulins-Engilbert, le 12 août 1735 et mort à Vandenesse en 1805, est un ecclésiastique français. Il fut élu évêque constitutionnel de Nevers le 23 novembre 1791, et sacré à Paris le 27 mars 1792.

## Biographie
Guillaume Tollet est le fils de Claude Tollet, marchand tanneur, et de son épouse Anne Isambert. En 1748 il est le parrain de Guillaume Jean Piron, futur curé et maire et grand électeur du district de Decize, ainsi que membre du Conseil général de la Nièvre et candidat malheureux à la fonction d'évêque constitutionnel de la Nièvre.
Arrêté en 1794, il fut appelé à comparaître le 22 avril et les deux jours suivants devant le tribunal révolutionnaire, installé dans la cathédrale et allait être condamné à la guillotine lorsque des témoins affirmèrent : « qu'ils le connaissent comme évêque constitutionnel de la commune de Nevers et administrateur du département et excellent patriote, ne fréquentant que les sans-culottes et soutenant les malheureux, et notamment les patriotes opprimés et incarcérés dans l'affaire du 19 au 30 janvier 1792. » Il fut remis en liberté 
Il assista le 30 novembre 1795 à la réunion des évêques intrus, à Paris et souscrivit à la lettre encyclique, où ils soutenaient la légitimité bde leur élection. Le Concordat de 1801 mis un terme à son mandat. Il se dépouilla de sa dignité et préféra finir ses jours dans son ancienne paroisse, qu'il administra de nouveau comme curé, jusqu'à sa mort en 1805. L'Abbé Baudiau cite une lettre que nous avons de lui et qu'il adresse au Préfet : « J'ai reçu votre lettre du 22 prairial an VIII Si je n'ai pas vu sans émotion que le gouvernement m'honorait de sa confiance, je vous avoue franchement que je n'ai pas lu sans surprise les mots de votre adresse : "Au citoyen Tollet, ex-ministre du culte, nommé maire". Je présumais que notre notre nouvelle révolution avait fait disparaître pour toujours de notre langue les termes injurieux d'ex et de ci-devant. Je me suis trompé, puisque vous vous en servez. Je me dois à moi-même et à mon état de vous observer que c'est à tort que vous me qualifiez d'ex ministre du culte. Je n'ai jamais abjuré ma religion. Je ne rougis et ne rougirai jamais de l'Évangile, et je me glorifierai toujours d'être ministre de Jésus-Christ ; ces principes sont invariables. Je vous remarquerai encore que je ne changerai point mon costume et que je n'assisterai point à ce qu'il vous plaît d'appeler "fêtes nationales", à moins qu'elles ne soient liées à la religion. Si cette manière de penser ne peut vous convenir, un mot, et vous recevrez, par le même courrier, ma démission… Guillaume Tollet Évêque, Vandenesse le 28 prairial an VIII de Jésus-Christ le 17 juin 1800. » Le sous-préfet ne répondit pas et se contenta d'inscrire en marge de cette lettre : « Sans réponse, ce citoyen étant nécessaire à la place de maire, où il serait difficilement remplacé. »

## Fonctions
- Curé de Vandenesse jusqu'en 1791
- Évêque de Nevers de 1791 à 1801
- Président du Directoire (Conseil Général) de la Nièvre en 1792
- Maire de Vandenesse de 1800 à 1805